# Río Pulido
El río Pulido es un curso de agua en la Región de Atacama que nace en la precordillera de la confluencia de los ríos Vizcachas de Pulido y Ramadillas. Es uno de los ríos formativos del río Copiapó.

## Trayecto
Su dirección inicial es SO. Tras la junta con el río del Potro gira derechamente hacia el oeste para recibir las aguas del río Montosa que viene desde el sur. Desde allí continua en la dirección oeste hasta su confluencia con el río Jorquera que da origen al río Copiapó. 
Varios de sus afluentes, entre los que se cuentan los ríos Potro y Montosa, reciben aguas desde sendos ventisqueros que dan continuidad a su caudal.: 1  Su hoya tiene un área  de 2100 km².
También recibe aportes de la quebrada Ramadas (a veces Acerillos o río Ramada), que lleva 100 litros de agua por segundo como promedio, corre hacia el poniente hasta desembocar en la margen oriental de la parte superior de la del Pulido.: 749 
Pocos kilómetros aguas abajo sus aguas descansarán en el Embalse Lautaro antes de continuar su azaroso camino hacia la costa del Pacífico.

## Caudal y régimen
El río Pulido es el de mayor caudal entre los tres principales afluentes del río Copiapó; que son el río Pulido y el río Jorquera a los que se une unos kilómetros aguas abajo el río Manflas. 
En un informe de impacto ambiental para una empresa minera se califica el caudal del río en la estación Vertedero de la siguiente manera:: 43 
Esta estación se ubica en el río Pulido aguas arriba de la confluencia con el río Jorquera. Presenta un régimen nival el que se observa en un aumento de los caudales entre los meses de Noviembre a Abril, llegando durante los meses de Enero y Febrero a triplicar el caudal medio de los otros meses.
A nivel anual el los mayor caudales registrados corresponde al año 1987 con 4,964 m3/s y con una media de 1,637 m3/s.
Más adelante resume: 45  "El río Pulido presenta un régimen marcadamente nival con un aumento de caudal en los meses de verano (Enero y Febrero principalmente)."

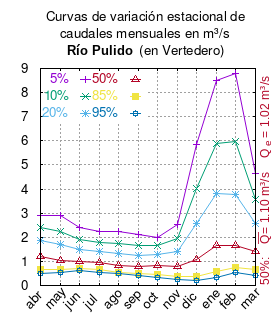
Curvas de variación estacional del río Pulido en Vertedero.

El caudal del río (en un lugar fijo) varía en el tiempo, por lo que existen varias formas de representarlo. Una de ellas son las curvas de variación estacional que, tras largos periodos de mediciones, predicen estadísticamente el caudal mínimo que lleva el río con una probabilidad dada, llamada probabilidad de excedencia. La curva de color rojo ocre (con {\displaystyle {\color {Red}\vartriangle }}) muestra los caudales mensuales con probabilidad de excedencia de un 50%. Esto quiere decir que ese mes se han medido igual cantidad de caudales mayores que caudales menores a esa cantidad. Eso es la mediana (estadística), que se denota Qe, de la serie de caudales de ese mes. La media (estadística) es el promedio matemático de los caudales de ese mes y se denota {\displaystyle {\overline {Q}}}. 
Una vez calculados para cada mes, ambos valores son calculados para todo el año y pueden ser leídos en la columna vertical al lado derecho del diagrama. El significado de la probabilidad de excedencia del 5% es que, estadísticamente, el caudal es mayor solo una vez cada 20 años, el de 10% una vez cada 10 años, el de 20% una vez cada 5 años, el de 85% quince veces cada 16 años y la de 95% diecisiete veces cada 18 años. Dicho de otra forma, el 5% es el caudal de años extremadamente lluviosos, el 95% es el caudal de años extremadamente secos. De la estación de las crecidas puede deducirse si el caudal depende de las lluvias (mayo-julio) o del derretimiento de las nieves (septiembre-enero).

## Historia
Francisco Solano Asta-Buruaga y Cienfuegos escribió en 1899 en su obra póstuma Diccionario Geográfico de la República de Chile sobre el río:
Pulido.-—Río de corto curso y caudal que corre entre las sierras de los Andes al extremo SE. del departamento de Copiapó. Se forma de los arroyos que proceden de las nieves de los declives del cerro del Potro y sierras inmediatas, los cuales con los nombres de riachuelos de Montosa, del Potro y de Ramada, se reúnen junto al paraje de Iglesia Colorada y poco más abajo el tal río, unido á los de Jorquera y Manflas, se constituye en el de Copiapó.

## Población, economía y ecología
En su ribera se encuentran los Baños de Montosa.: 566 